# Bembidion bellorum
Bembidion bellorum es una especie de escarabajo del género Bembidion, familia Carabidae. Fue descrita científicamente por Maddison en 2008.
Habita en Nueva Inglaterra.